# Билка (Румунія)
Билка (рум. Bâlca) — село у повіті Бакеу в Румунії. Входить до складу комуни Коцофенешть.
Село розташоване на відстані 201 км на північ від Бухареста, 48 км на південь від Бакеу, 122 км на південний захід від Ясс, 113 км на північний захід від Галаца, 118 км на північний схід від Брашова.

## Населення
За даними перепису населення 2002 року у селі проживали 946 осіб. Усі жителі села рідною мовою назвали румунську.
Національний склад населення села:
| Національність | Кількість осіб | Відсоток |
| -------------- | -------------- | -------- |
| румуни         | 930            | 98,3%    |
| цигани         | 16             | 1,7%     |